# .gov
.gov(ドット ガヴ)は、スポンサー付きトップレベルドメイン（sTLD）の一つで、アメリカ合衆国の連邦政府と地方行政機関が使用している。このドメインは1985年1月の設立当初からのトップレベルドメインのひとつである。由来は「政府」を意味する英語 government （ガヴァメント）の先頭3文字。
米国は、国別コードトップレベルドメイン（ccTLD）に加え、政府固有のトップレベルドメインを持つ唯一の国である。このため他の国は、一般的にセカンドレベルドメインを使用する。具体的には、オーストラリアは.gov.au、ニュージーランドは.govt.nz、イギリスは.gov.uk、カナダは.gc.ca、フランスは.gouv.fr（.gouvはフランス語 gouvernement の先頭4文字に由来）、日本はgo.jpを使用している。米国が、.govドメインを運用しているため、他の国が例えば.jp.govのようなドメインを作ることは出来ない。
いくつかのアメリカ連邦機関は、.govではなく、.fed.usを使用している。アメリカ国防総省とその下位組織は.milを使用している。いくつかの米国の行政機関は他のドメインを使用している。例えば、.comドメインをアメリカ合衆国郵便公社が（usps.com）、アメリカ陸軍の新兵募集サイト（goarmy.com）などがある。新兵募集サイトについては、他の軍事部門でも繰り返し行われている。インターネット純粋主義者の中には、これらは営利団体ではなく行政や軍事機関なので、このような使用法は不適当と考える者もいる。
州など全ての米国の行政機関は、.govの使用を許可されている。例えば、ジョージア州アトランタがatlantaga.govを、ジョージア州がgeorgia.gov を使っている。だが、必ずしもそうであるとは限らない。以前の方針では、米国の連邦機関のみがこのドメインの使用を許可されていて、閣僚以下の機関については、上位機関のサブドメインを使うことが求められていた。
州や地方の行政機関のサイトのアドレスは、一貫性に欠けている。いくつかは.govをつかい、いくつかは.usをつかい、またその他にも.comや.orgやその他のドメインを使用しているところがある。